# Lithraea caustica
Lithraea caustica, amb el nom comú de Litre, és una espècie de planta llenyosa dins la família de les anacardiàcies, és endèmica de Xile, a les regions xilenes de Coquimbo i Arauco.

## Descripció
El gènere Lithraea té plantes proveïdes de canals resinífers. Presenten resina amb el component Urushiol que produeix al·lèrgia greu amb possible xoc anafilàctic. Les fulles són alternades, pinaticompostes o simples. El fruit és una drupa o una núcula.

## Taxonomia
Lithraea caustica va ser descrita per (Molina) Hook. et Arn i publicada a Botanical Miscellany 3: 175. 1833.